# Arctia gravesi
Arctia gravesi là một loài bướm đêm thuộc phân họ Arctiinae, họ Erebidae.